# リンム

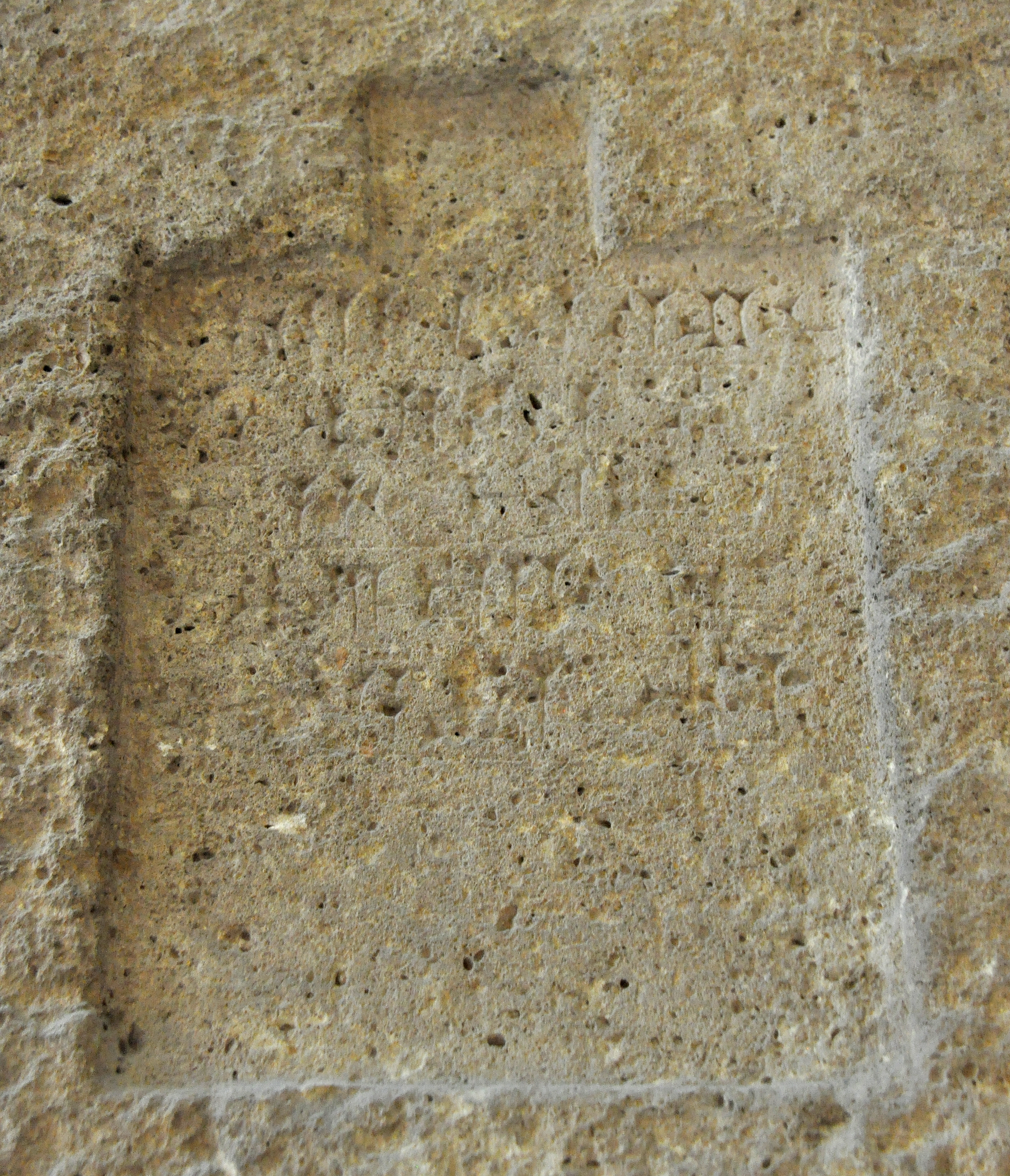
Shamsh-bel-usur（Šamaš-bēlu-uṣur）の石碑の詳細。彼は紀元前864年と紀元前851年のリンムだった。イラクのアッシュール出土。ペルガモン博物館

リンム(Limmu)は、アッシリアに存在した1年交替の名誉職。その名前が年を記録するためのエポニムとして用いられた。アッシリア人は、リンムの名前によって、公的な書類に各々の年を記録した。紀元前890年から紀元前648年の毎年のリンムを記録したリストが見つかっている。

## 概略
アッシリア王が治世を始めた当初から、リンムは王によって任命され、首都の新年祭を（おそらくは名目上）主宰した。そして、その1年間の公的な年号は「リンム誰某の年」となる。例えば紀元前780年は「リンムシャムシ・イル将軍の年」である。
毎年、新しいリンムが選定された。これはくじで選ばれたが、将軍（タルタン）や王宮の高官、重要州の総督などが選ばれていること、そして主旨から同一人物が連続して選ばれないようになっていたはずであり、候補者が相当に限られた中からの抽選だったと見られる。

古アッシリア時代には、王自身がリンムになることはなかったが、中アッシリア時代や新アッシリア時代には王がリンムとなることもあった。時代が下るにつれて定式化が見られ、まず即位後の王、タルタン（将軍）、ナギル・エカリ（布告官）、ラブ・シャケ（酌人長）、アバラク（家令）、それから各地の総督、と続くのが常だった。

## 歴史学での利用
リンムを記録した最初の粘土板が発見され解読されたときから、これを用いることで他の同時代人との年代学的な同期ができるようになった。たとえば、19世紀にはすでに解読されていた粘土板（紀元前722年のサマリアの破壊を記録したもの）から、イスラエル王国とユダ王国の王達の系譜とリンムのリストがリンクできるようになった。